# Masters de Montecarlo 1981
El Abierto de Montecarlo 1981 fue un torneo de tenis masculino jugado sobre tierra batida. Fue la 75.ª edición de este torneo. Se celebró entre el 13 y el 19 de abril de 1981.

## Campeones

### Individuales
Jimmy Connors vs  Guillermo Vilas, 5–5 (no terminado por lluvia)

### Dobles
Heinz Günthardt /  Markus Günthardt vencen a  Pavel Složil /  Tomáš Šmíd, 6-3, 6-3.